# A l'ombra (sèrie de televisió)
A l'ombra (títol original en francès, Dans l'ombre) és una sèrie de televisió franco-belga de sis capítols dirigida per Pierre Schoeller i Guillaume Senez a partir d'un guió del mateix Schoeller, Lamara Leprêtre-Habib i Cédric Anger. Es basa en un llibre de l'exprimer ministre francès Édouard Philippe i el seu exassessor Gilles Boyer. Es va emetre per primera vegada a Bèlgica l'1 d'octubre de 2024 al canal La Trois, i a França el 30 d'octubre a France 2. S'ha subtitulat al català per a FilminCAT.
És una coproducció d'Elzévir Films, Deuxième Ligne Films, Pictanovo, Panache productions, la Compagnie Cinématographique i l'RTBF, produïda amb la participació de France Télévisions així com el suport del tax shelter del govern federal belga i les regions dels Alts de França, l'Illa de França i Normandia.
Al Festival CreaTVty de Seta l'octubre de 2024, el jurat presidit per Nadia Farès va atorgar el premi al millor guió a Pierre Schoeller.
El rodatge de la sèrie va tenir lloc del 17 d'abril al 2 d'agost de 2023 a París, a Guermantes (Sena i Marne) i a la regió dels Alts de França, sobretot a Cambrai.

## Sinopsi
Paul Francœur acaba de guanyar les primàries del seu partit. Aquesta victòria li permet iniciar la campanya presidencial. Cèsar Casalonga, el seu principal assessor, ha d'evitar els atacs d'altres candidats mentre gestiona les tensions dins de la seva família política.

## Repartiment
- Swann Arlaud : César Casalonga, l'assessor de Paul Francœur
- Melvil Poupaud : Paul Francœur
- Karin Viard : Marie-France Trémeau, candidata rival de Paul Francœur
- Evelyne Brochu : Marylin, directora de comunicació de Paul Francœur
- Philippe Uchan : el Major
- Sofian Khammes : Texier
- Baptiste Carrion-Weiss : Jérémie Caligny
- Éric Paradisi : Démosthène
- Maud Wyler : Leïla Argument
- Clara Antoons : Iris Francœur
- Étienne Beydon : Benjamin Pinguet
- Gautier Boxebeld : Mukki
- Boris Terral : senador Pinguet
- Muriel Combeau : Olympe
- Catherine Salée : la Walkyrie
- François Raison : Guillaume Vital
- Anne-Sophie Lapix : ella mateixa, presentadora de les notícíes de France 2
- Laurent Delahousse : ell mateix, presentador de les notícies de France 2